# Іда Єссен

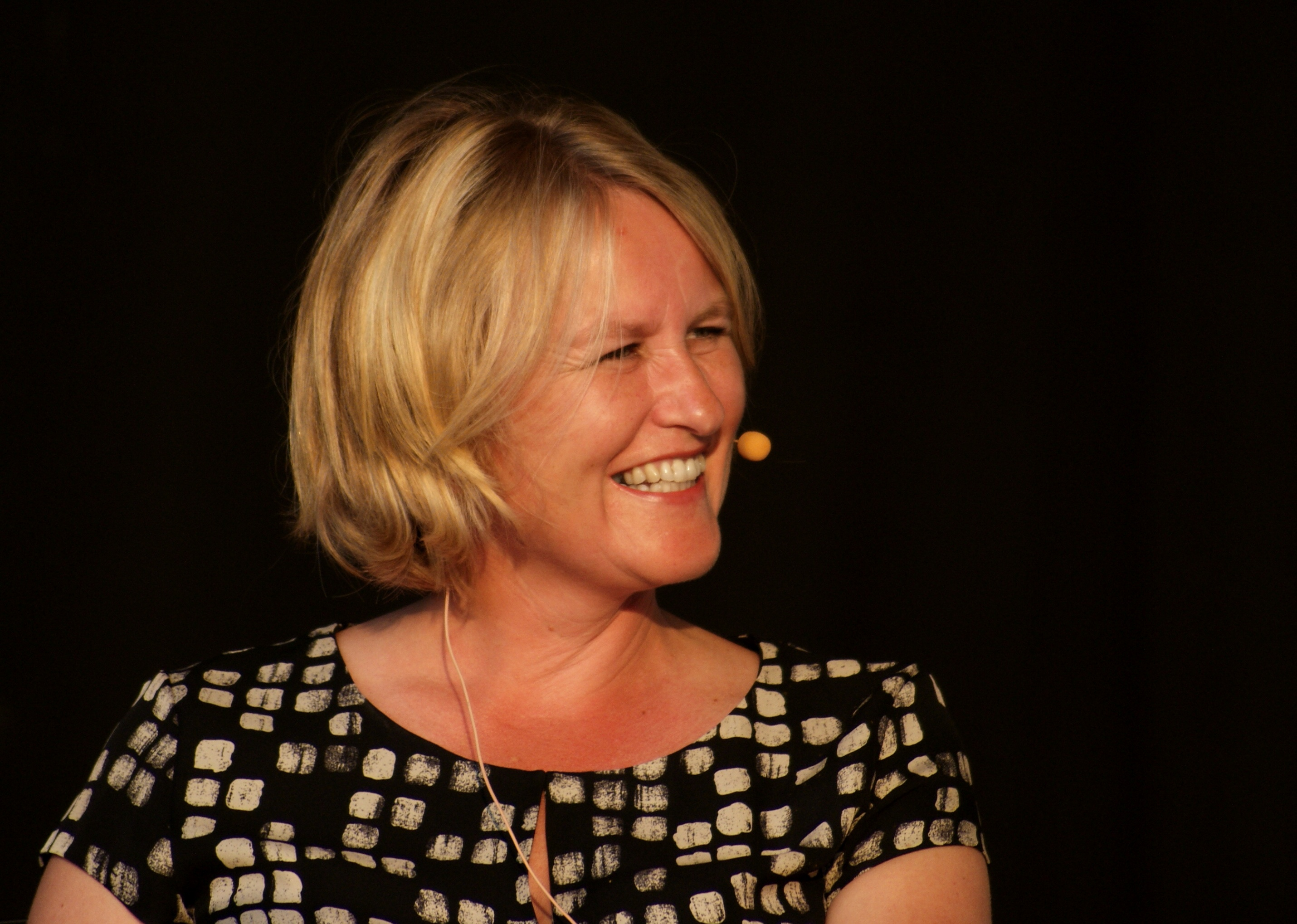
Іда Єессен у 2010 році

Іда Єссен (народилася 25 вересня 1964 року в Сондерйюлланді) — данська письменниця та перекладачка, яка пише данською та норвезькою мовами. Єссен була номінована на Літературну премію Північної Ради і отримала кілька нагород за свої роботи. Вона є членом Данської академії та лауреатом Довічної нагороди Фонду мистецтв Данії.

## Біографія
Єссен здобула ступінь магістра з історії літератури та комунікації в Орхуському університеті в 1990 році. Вона дебютувала в літературі в 1989 році своєю першою збіркою оповідань Under Sten (Під камінням) і написала низку романів і збірок оповідань як для дітей, так і для дорослих. Єссен переклала низку авторів з норвезької та англійської на данську, зокрема Еліс Манро, Мерілін Робінсон, Ларса Сааб'є Крістенсена та Карін Фоссум.

## Вибрані твори
- Under Sten (1989)
- Troldtinden (1994)
- Den der lyver (2001) — Той хто бреше
- Det første jeg tænker på (2006)
- Børnene (2009)
- Postkort til Annie (2013) — Листівка до Анни[7]
- En ny tid (2015)[8]
- Kaptajnen og Ann Barbara (2022) — Капітан і Анн Барбана, послугувала базисом для фільму Bastarden (укр. Земля короля) (2023).

## Нагороди
- Премія Йітте Борберг (2006)
- Премія Сьорена Гілдендала (2009)
- De Gyldne Laurbær (2009)